# Louis Meznarie
Louis Meznarie (Saintry-sur-Seine, 14 de enero de 1930 - Le Coudray-Montceaux, 5 de agosto de 2020), fue un preparador de motos y coches de competición, y propietario de un equipo que compitió en las 24 Horas de Le Mans.

## Biografía
De padres inmigrantes de Yugoslavia, cuando era niño, le gustaban los juegos mecánicos, retocando las piezas de la bicicleta para hacerlas más rápidas. A los trece, se incorporó a un taller y consiguió NSU Quickly, una bicicleta con motor auxiliar. De 1945 a 1948 trabajó para la fábrica de motocicletas Sachs, MR, trabajando con motores de dos tiempos. De 1948 a 1949, fue soldado en el ejército francés, sin dejar de estar involucrado con las motocicletas.
En la década de 1950, comenzó carreras regionales de motocross en una NSU Max 250 cm³ OSL.
De 1959 a 1971 fue distribuidor oficial de NSU para motocicletas y automóviles y experto en preparación de motores para carreras francesas. En 1968, abrió un gran taller en Le Plessis-Chenet (ciudad de Le Coudray-Montceaux) con el apoyo de Shell Oil Company. De 1971 a 1983, fue el experto oficial en preparación de motores de Porsche, con muchas victorias en las 24 Horas de Le Mans, el Campeonato de Francia de Rally y el Campeonato de Europa de Rally. En las 24 Horas de Le Mans de 1972, asistido por Jürgen Barth, futuro ganador en un Porsche 936 en 1977, Sylvain Garant y Mike Keizer. El 911 de 2.5 litros, flanqueado por el No. 41 y registrado bajo el estandarte del equipo Louis Meznarie, terminó 13º en la general mientras ganaba su categoría.
En el Salón Moto Légende 2017, en París, Louis Meznarie, había vendido estas últimas motos en número de 4 NSU por la casa de subastas Osenat. En los últimos años, se movía cada vez menos, pero siempre disfrutamos encontrándolo e intercambiando muchos recuerdos.